# Der leuchtende Trapezoeder

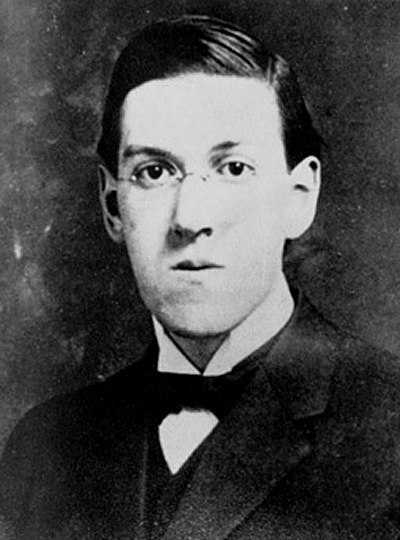
H. P. Lovecraft, Fotografie aus dem Jahre 1915

Der leuchtende Trapezoeder (Originaltitel: The Haunter of the Dark), auch Der Schrecken der Finsternis oder  Jäger der Finsternis, ist der Titel der letzten abgeschlossenen Erzählung des amerikanischen Schriftstellers Howard Phillips Lovecraft.
Das vom 5. bis 9. November 1935 geschriebene und Robert Bloch gewidmete Werk wurde im Dezember 1936 im Pulp-Magazin Weird Tales veröffentlicht und 1939 in den Sammelband The Outsider and Others aufgenommen, mit dem die Geschichte des Verlages Arkham House begann.
Eine deutsche Übersetzung von H.C. Artmann erschien 1972 im 19. Band der Phantastischen Bibliothek.
Die unheimliche Erzählung, der Lovecraft ein Zitat aus seinem Gedicht Nemesis voranstellte, gehört zur Gattung phantastischer Horrorgeschichten und schildert die letzten Tage eines Schriftstellers, der durch seine Nachforschungen ein unheimliches Wesen beschwört.

## Inhalt
Ein namenloser Erzähler berichtet vom Tod Robert Blakes, der vor einiger Zeit nach Providence gezogen ist und sich „ganz und gar auf die Darstellung von Mythen, Träumen, Monstruositäten und Aberglauben verlegt“ hat.
Der Todesfall lässt unterschiedliche Deutungen zu, und der Erzähler gibt vor, sich an den hinterlassenen Aufzeichnungen des Verstorbenen zu orientieren (Herausgeberfiktion) und es dem Leser zu überlassen, welcher Auffassung er sich anschließt. Während die meisten Beobachter annähmen, Blake sei vom Blitz erschlagen worden, und seinen angsterfüllten Gesichtsausdruck auf Muskelreflexe zurückführten, gebe es einige, die seine bizarren Tagebucheintragungen als Beweis für eine andere Hypothese heranzögen.
Blakes eigene Aufzeichnungen schildern, wie er häufig gedankenverloren am Schreibtisch sitzt und aus den Fenstern seines Arbeitsraumes blickt. Er betrachtet die Dächer der Stadt, die Sonnenuntergänge und immer wieder das westlich gelegene „geisterhaft(e) Federal Hill mit seinen zahllosen Giebeln, Dächern und Türmen.“ Eines Tages fällt ihm dort erstmals eine große, düstere Kirche auf, die sich über die anderen Gebäude erhebt und deren spitzer Turm sich wie „eine schwarze Warnung am Himmel“ abzeichnet. Während die anderen Türme von Vogelscharen umschwirrt werden, scheint dieser gemieden zu werden.
Blake entschließt sich, das Gebäude zu untersuchen und begibt sich auf einen langen Streifzug. Endlich erreicht er den dunklen Turm und sieht, dass die Kirche und das Gelände sich in einem verwahrlosten Zustand befinden. Über der Szene lasten „Verlassenheit und Verfall“ wie eine „düstere Drohung“.
Ein angesprochener Polizist bekreuzigt sich und erklärt Blake zögernd, man spreche nicht über diesen Ort. Auf weiteres Drängen erwähnt der Mann eine sinistre Sekte, die dort einst ihr Unwesen getrieben und verbotene Dinge aus unbekannten Tiefen heraufbeschworen habe; ein unheimliches, grauenvolles Wesen habe dort gehaust und seine Spuren hinterlassen.

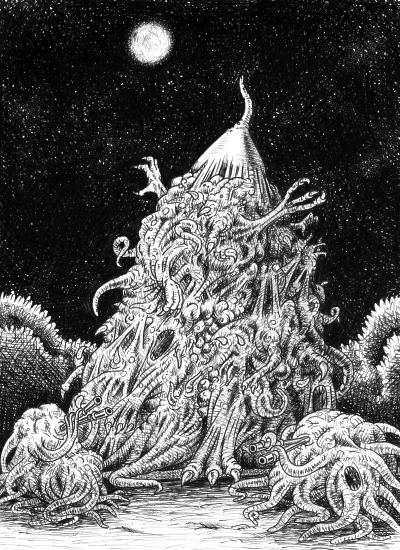
Nyarlathotep

Blake nimmt seinen Mut zusammen und betritt die verlassene Kirche. In der Sakristei findet er „verbotene Schriften“ mit „ungeheuerliche(n) Beschwörungen, Texte aus den urältesten Tagen der Menschheit und lichtscheues Wissen um Dinge aus der Zeit, da noch kein Mensch diese Erde betreten hatte…“
Über eine Wendeltreppe steigt er in eine Turmstube, in der sich indes keine Kirchenglocken befinden, sondern ein Steinsockel und Stühle, die ihn in einem Halbkreis umgeben. Sein Blick bleibt wie gebannt auf einem Trapezoeder hängen, der sich in einer geöffneten Schatulle auf dem Sockel befindet und zu glimmen scheint. Vor Blakes innerem Auge tauchen nun fremde Planeten mit riesigen Türmen und Gebirgszügen auf. Kurz drauf findet er in einer Ecke des Raumes ein verstümmeltes Skelett, untersucht die vermoderte Kleidung und findet Notizen, die darauf hindeuten, dass es sich um einen Reporter gehandelt haben muss, der einer schrecklichen Sensation auf der Spur war.
Als er sich aus den Tiefen des schwach leuchtenden Polyeders auf einmal selbst von einem fremden Wesen beobachtet fühlt und einen widerlichen Gestank wahrnimmt, schließt Blake die Schatulle und verlässt fluchtartig das unheimliche Gebäude.
In den kommenden Wochen lassen ihn die Erinnerungen jedoch nicht los; er entziffert eine Geheimschrift in einem alten Notizbuch, das er aus der Kirche mitgenommen hat, und spricht von dem Leuchtenden Trapezoeder als einem „Fenster nach Zeit und Raum“, das in einer fernen Welt, dem dunklen Yuggoth, erschaffen und von den Alten auf die Erde gebracht worden war. Schrittweise wird deutlich, dass Blake durch seinen Blick in den Trapezoeder selbst ein Wesen heraufbeschworen hat, denn die Anwohner nehmen seit seinem Besuch verdächtige Geräusche aus dem Inneren der Kirche wahr und glauben, das lichtscheue Ding habe die Dunkelheit während eines Stromausfalls genutzt und sei bis in das Kirchenschiff herabgestiegen. Angsterfüllt ruft Blake seither regelmäßig das Elektrizitätswerk an, wenn ein Gewitter über die Stadt zieht, und schreibt in sein Tagebuch: „Die Lichter dürfen nicht ausgehen“ und „Es weiß genau, wo ich mich befinde.“
Blake kann sich dennoch nicht überwinden, den unheimlich glosenden Stein zu beseitigen, sondern spürt vielmehr eine „morbide Sehnsucht“, in den Turm zurückzukehren und nochmals in die Tiefen des Trapezoeders zu blicken, um die fremden Welten erneut zu sehen. In zunehmender geistiger Zerrüttung beginnt er schlafzuwandeln, erwacht zunächst auf dem Weg zur Kirche und später in dem Turmzimmer selbst.
Schließlich bricht ein Sturm los, der den befürchteten längeren Stromausfall verursacht. Die verängstigen italienischstämmigen Anwohner Federal Hills nehmen einen fremdartigen Geruch und polternden Lärm wahr und versammeln sich mit Kerzen um die Kirche, bis eine Windböe viele der Lichter ausbläst. Einige Menschen berichten hinterher, einen großen, wachsenden Schatten vor der dunklen Wolkenwand erblickt zu haben, der in östlicher Richtung davonjagte. Blake spürt unterdessen das drohende Unheil und weiß, dass das Wesen ihn holen wird.
Später wird er tot und bereits erstarrt mit furchterfülltem Gesicht an seinem Schreibtisch gefunden. Seine letzten Tagebuchaufzeichnungen lauten:
„Wovor fürchte ich mich? Ist es nicht der Avatar der Nyarlathotep, der […] als Mensch erschienen ist? […] Ich bin Robert Blake, aber ich sehe den Turm in der Finsternis […] Ich sehe es ... kommt hierher ... Höllenwind ... Titanische Wolke ... Schwarze Flügel... Yog Sothoth, rette mich ... Das dreigelappte flammende Auge …“

## Entstehung

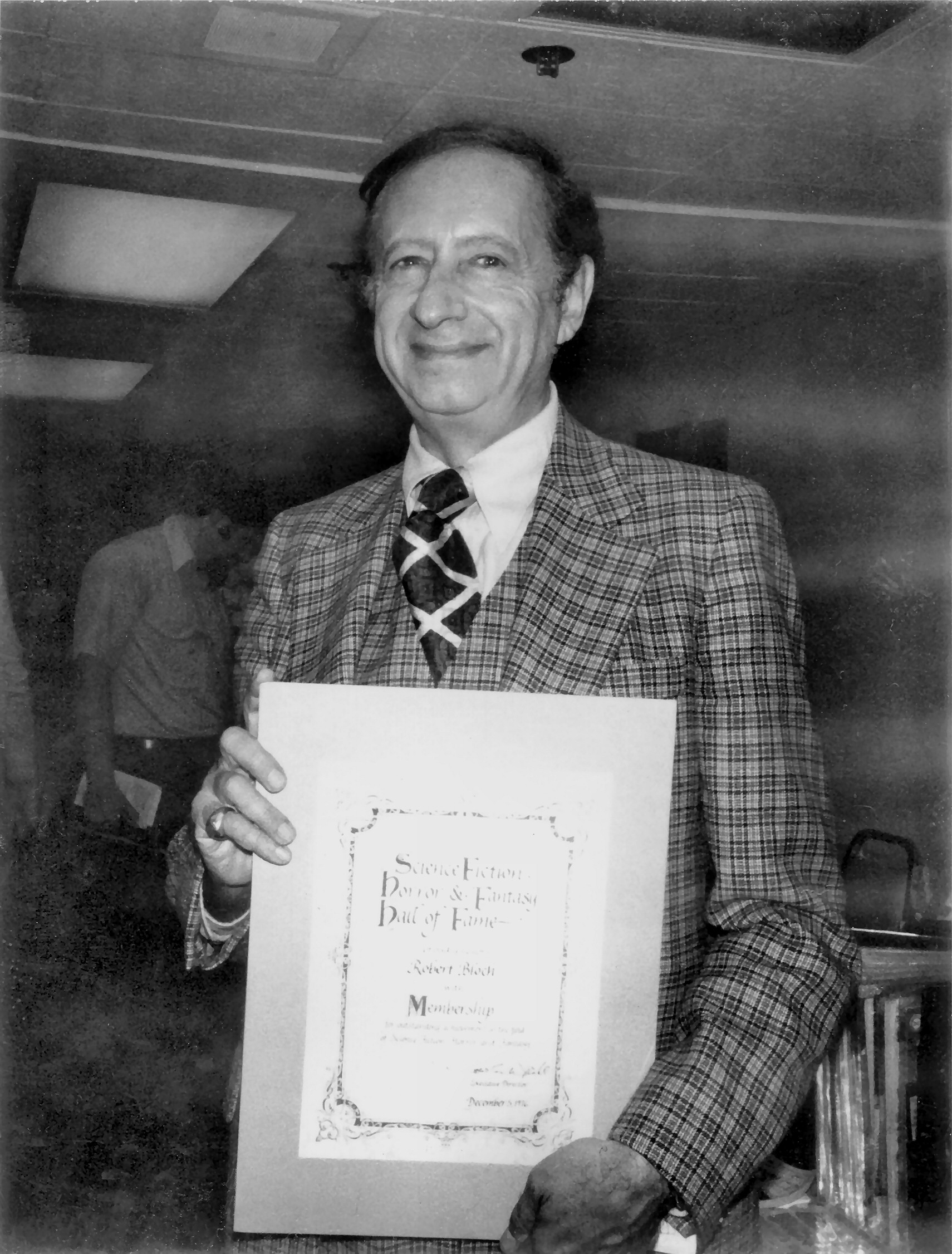
Robert Bloch (1976)

Mit seiner Erzählung antwortete Lovecraft auf Robert Blochs The Shambler from the Stars, die im Frühjahr 1935 geschrieben worden war. Während in Blochs Geschichte eine Figur, die offensichtlich an Lovecraft angelehnt ist, am Ende getötet wird, lässt Lovecraft in seiner Version nun einen Charakter sterben, der sich – wie bereits der Vorname andeutet – deutlich auf Robert Bloch bezieht.
Ein Leser namens B.M. Reynolds hatte die Erzählung Blochs gelobt und vorgeschlagen, Lovecraft könne sich revanchieren und dem Autor eine Geschichte widmen. Lovecraft hatte kurz zuvor erfahren, dass zwei seiner umfangreichsten Werke – Berge des Wahnsinns (At the Mountains of Madness) und Der Schatten aus der Zeit (The Shadow out of Time) – in dem Pulp-Magazin Astounding veröffentlicht werden sollten. Durch diese Neuigkeit bestätigt, griff er den Vorschlag Reynolds auf und schrieb seine Erzählung.
Viele der von Lovecraft erwähnten Details Federal Hills beziehen sich auf architektonische Gegebenheiten des von Italoamerikanern geprägten Stadtviertels in Providence. Mit Blakes Aussicht beschrieb Lovecraft seine eigene, die er von seinem Arbeitszimmer in der 66 College Street hatte, die Adresse von Blake entsprach dem aktuellen Wohnort Blochs in Milwaukee. Die Beschreibung der unheimlichen Kirche, in der Blake das Wesen erweckt, geht auf die St. John’s Catholic Church zurück, der katholischen Hauptkirche des Viertels, die 1992 abgerissen wurde. Lovecraft erfuhr, dass der Kirchturm im Juni 1935 von einem Blitz getroffen und zerstört worden war.

## Einfluss

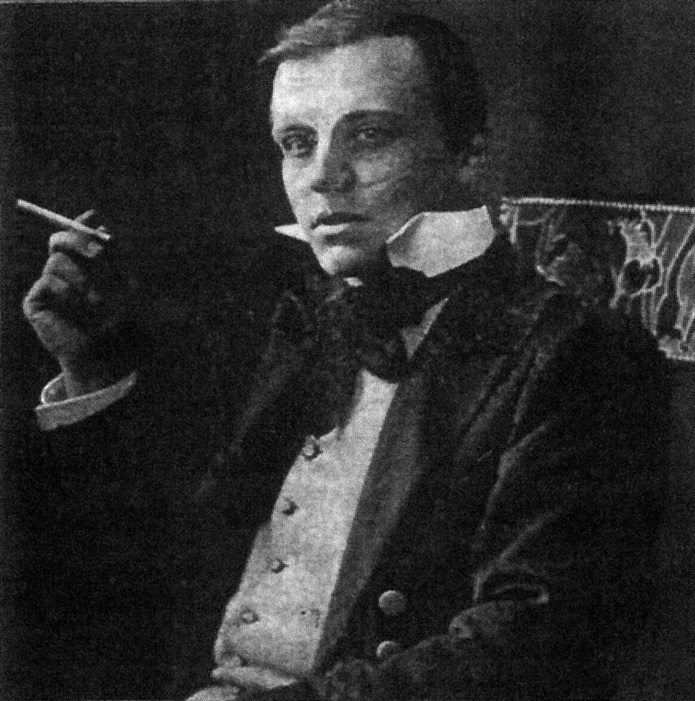
H. H. Ewers

Lovecraft ließ sich von Hanns Heinz Ewers’ Erzählung Die Spinne beeinflussen, die 1908 in dem Sammelband Die Besessenen veröffentlicht worden war und die er in Dashiell Hammetts Band Creeps by night gelesen hatte.
In seinem umfangreichen Essay Supernatural Horror in Literature lobte er Ewers und erwähnte die Erzählung namentlich. Die zeitgenössische phantastische Literatur Deutschlands werde mit Ewers von einem Schriftsteller hervorragend verkörpert, dessen Werke von tiefer Kenntnis moderner Psychologie zeugten. Die Eigenheiten der Kurzgeschichte Die Spinne und der Romane Der Zauberlehrling und Alraune. Die Geschichte eines lebenden Wesens würden diese Werke auf eine klassische Ebene heben.
In der Geschichte von Ewers verfällt der Medizinstudent Richard Bracquemont einer dämonischen Verführerin, die er von einem Hotelzimmer aus in der Wohnung eines gegenüberliegenden Hauses beobachtet.
Wie Blake in der Erzählung Lovecrafts vertraut auch Bracquemont seine Erlebnisse einem Tagebuch an, das ein namenloser Erzähler dem Leser präsentiert. Im Einvernehmen mit der Polizei quartiert sich der Student in das Zimmer ein, in dem sich zuvor bereits drei Personen „am Fensterkreuz erhängt“ haben.
Zunächst geschieht nichts Ungewöhnliches, bis ihm die seltsame Frau – er nennt sie Clarimonde – auffällt, die unaufhörlich an einem Spinnrocken arbeitet und deren Finger sich wie Insektenbeine zu bewegen scheinen. Es entwickelt sich eine stumme Beziehung, in deren Netz er sich buchstäblich verstrickt und zunehmend seine Selbstkontrolle verliert. Bald durchschaut er das tödlich-wollüstiges Spiel der Spinnenfrau, ohne sich gegen ihren Einfluss wehren zu können, denn er liebt sie „in köstlicher Angst“ und genießt das Gefühl des schrittweisen Unterliegens und die „wundervolle Lust“ des „Besiegtwerden(s), dieses Hingeben in ihren Willen“, bis sie ihn, der alle ihre Bewegungen nachmachen muss, schließlich dazu bringt, sich ebenfalls zu erhängen. Um irgendetwas zu schreiben, wiederholt er kurz vor seinem Ende seinen Namen: „Nur schnell, nur nicht besinnen – – Meinen Namen – Richard Bracquemont, Richard […] “, was an Blakes Notizen erinnert. Das Gesicht des Toten ist ebenso von Angst und Verwirrung gezeichnet wie das der Figur aus Lovecrafts Erzählung.

## Adaptionen
- Die 2. Folge der Hörspielserie The Lovecraft 5 setzte die Geschichte 2019 als Hörspiel um (The Lovecraft 5 – Folge 2: Jäger der Finsternis).